# Зрновци
Зрновци (макед. Зрновци) — село в Республики Македония, административный центр общины Зрновци в Восточном регионе страны, в историко-географической области Кочанско-Поле.
Село расположено на реке Зрновска на левобережье долины реки Брегалницы, в 134 км от столицы страны — города Скопье. К югу от села расположен горный массив Плачковица. Ближайшая железнодорожная станция находится в 7 км севернее — в городе Кочани. Ближайшие пограничные пункты: на границе с Болгарией — Делчево, в 60 км; на границе с Грецией — Богородица, в 184 км.

## История
В XIX веке село было населённым пунктом в Османской империи. Гёрче Петров, в конце XIX века описывал Зрновци, как село с хорошо развитым земледелием, здесь выращивали рис, табак, дыни, хлопок, орехи, каштаны, фасоль и другие культуры и определял число жилищ около двухсот, из которых одна половина болгарские, а другая половина — турецкие. В 1900 году здесь проживало 1880 жителей, из них 1000 — турки, 700 — болгары (македонцы) — христиане и 180 — цыгане. В 1905 году 720 жителей села были прихожанами церкви Болгарской екзархии, в селе была болгарская школа.

## Население
По результатам переписи 2002 года население села — 2221 житель, из них:
- македонцы — 2217 чел.;
- сербы — 2 чел.;
- остальные — 2 чел.

## Общественно значимые объекты
В селе есть основная школа имени «Тодора Арсова», Дом культуры и кинозал, футбольный стадион с трибуной, небольшой рынок, амбулатория и отделение почтовой связи.